# Batalla del Catalán
La Batalla del Catalán se desarrolló el 4 de enero de 1817 a orillas del arroyo homónimo, entre las fuerzas artiguistas del general Andrés Latorre y los portugueses del capitán general de Río Grande do Sul, marqués Luís Teles da Silva Caminha e Meneses, y del guerrillero José de Abreu, con victoria de estas últimas.

## Antecedentes
La invasión luso-brasileña se inició a mediados de 1816. El protector de la Liga Federal, José Gervasio Artigas, contraatacó en las Misiones Orientales pero fue vencido en Ibirocaí y Carumbé.

A finales de año, el caudillo oriental decidió acampar en la zona fronteriza del río Cuareim con un ejército de 4000 combatientes aproximadamente listo para reiniciar la guerra. Mientras él acampaba con 600 a 700 milicianos en los cerros del río Arapey con un parque y caballos de reserva en un potrero natural. Envió al mayor general Andrés Latorre con unos 3400 hombres hacia el arroyo Santa Ana para tomar la ofensiva. Sin embargo, el 1 de enero de 1817 el marqués cruzaba el Cuareim por el paso Lajeado, ubicándose a la retaguardia de Latorre e interponiéndose entre éste y Artigas, después avanzó dos leguas hasta el arroyo Catalán, afluente del Cuareim, donde se atrincheró con 2500 a 2600 soldados.
Conociendo la posición del marqués, Abreu marchó a marchas forzadas para apoyarlo. Contaba con 600 milicianos y 2 piezas de artillería, el 3 de enero atacó a Artigas, dispersando sus fuerzas. Se hicieron con todos los equipos y caballos que tenían. Mueren 80 orientales y 2 portugueses, otros cinco lusitanos son heridos. Durante la noche del 3 Latorre inició una marcha forzada sobre el campamento del marqués. Su plan era atacarlo por sorpresa por uno de los flancos o la retaguardia. En la mañana del 4 de enero Latorre se presentó ante el campamento lusitano, sus flancos estaban apoyados por su artillería y caballería. Numerosos lanceros charrúas, minuanes y guaycurúes figuraban en sus filas.

## La batalla
Las fuerzas artiguistas se formaron al oeste del campamento portugueses. Sus contrincantes establecieron su línea de la siguiente manera: parte de la caballería del ala izquierda estaba a pie y apoyándose en el arroyo, extendiéndose por la derecha hasta llegar a su campamento, donde había una batería de tres piezas de calibre 6. Iba al mando del brigadier Mena Barreto. El ala derecha estaba a su lado, empezando por otra batería de dos piezas calibre 3 y se extendía frente al campamento, componiéndose de dos batallones de infantes de la Legión de San Pablo y el regimiento de Dragones. Entre ambas baterías había un poco más atrás otra, formada por cuatro obuses. Dos destacamentos de infantería con alguna caballería protegían los puntos donde el Cuareim era vadeable, en la retaguardia del campamento. El cuerpo del teniente coronel Abreu estaba a menos de 4 km al este del campamento, marchando para unirse al marqués. 
Los artiguistas embistieron contra el ala derecha lusitana con numerosa caballería e infantería para intentar arrinconarlo contra el arroyo y envolverlo, amenazando con llegar al campamento y atacar por la retaguardia; mientras su artillería y fusilería descargaba su fuego contra el ala izquierda y el campamento adversario, pero esta ala rechazo a los orientales. Finalmente, los artiguistas se concentraron en el ala derecha portuguesa y la envolvieron, estando sus cargas a punto de romper la línea adversaria en ese sector y es la dirección del general Curado la que lo impide. El resultado de la batalla no estaba decidido y Latorre se acercaba a la victoria.
Sin embargo, en aquellos momentos las fuerzas de Abreu llegaron y atacaron por la izquierda a las fuerzas orientales, que concentraron su caballería en ese sector en enfrentar la nueva amenaza. Fue entonces que el marqués ordenó a su infantería atacar a la rival, que carecía del vital apoyo de sus jinetes. La caballería de la izquierda oriental acabó por huir. Poco después, Curado y Mena Barreto atacaron el centro y derecha artiguista, forzándolas a retirarse. Los infantes artiguistas de la izquierda, que estaba a punto de atacar el campamento y la retaguardia portuguesas, tuvo que cruzar el arroyo hacia un bosque cercano, donde resistió fieramente hasta ser aniquilada.

## Consecuencias
Los artiguistas, según el parque portugués escrito por el marqués al ministro de Guerra el 7 de enero, sufren 900 soldados y 20 oficiales muertos, 290 prisioneros, 1 bandera, 2 cañones, 7 cajas de guerra, 6000 caballos, 600 vacas y gran número de fusiles, espadas, lanzas, monturas, bagajes y municiones capturadas. Los lusitanos tienen 78 muertos (5 oficiales) y 146 heridos. Según el historiador Eduardo Acevedo Díaz, Catalán fue un desastre y el inicio del fin de la carrera política y militar de Artigas. Sin embargo, el historiador militar Enrique Patiño sostiene que aunque los portugueses ganaron la batalla campal no fue un desastre al retirarse en relativo orden Latorre con los sobrevivientes.
El campamento del arroyo fue levantado el 6 de enero y se traslada a la izquierda del Cuareim, junto al paso Lajeado, quedándose ahí hasta fines de mes, cuando el marqués tuvo que volver a Porto Alegre. El general Curado queda a cargo del ejército y a inicios del mes siguiente cruza el río para establecer los cuarteles de invierno. Se daba por acaba la campaña de 1816.
El escenario de esta batalla, distinguido hoy con dos estelas de granito, se encuentra a cincuenta y seis km de la ciudad de Artigas (51 km por Ruta 30 y 5 por camino vecinal que sale a la izquierda).